# Honduras op de Olympische Zomerspelen 1992
Honduras nam deel aan de Olympische Zomerspelen 1992 in Barcelona, Spanje. Het Midden-Amerikaanse land won opnieuw geen medailles.

## Deelnemers en resultaten

### Atletiek
| Olympiër      | Discipline             | Resultaat | Prestatie                              |
| ------------- | ---------------------- | --------- | -------------------------------------- |
| Jaime Zelaya  | 100m (m)               | 60e       | serie 1: 7de in 11,02                  |
| Jaime Zelaya  | 200m (m)               | 60e       | serie 3: 8ste in 22,05                 |
| Polin Belisle | marathon (m)           | DNF       | niet gefinisht                         |
| Luis Flores   | hink-stap-springen (m) | 42e       | kwalificatie groep B: 21ste met 15,08m |
| Jorge Flores  | tienkamp (m)           | 28e       | 5746 punten                            |

### Gewichtheffen
| Olympiër         | Discipline | Resultaat | Prestatie                                                         |
| ---------------- | ---------- | --------- | ----------------------------------------------------------------- |
| Osman Manzanares | -60kg (m)  | 29e       | trekken: 30ste met 92,5kg stoten: 28ste met 115kg totaal: 207,5kg |

### Schermen
| Olympiër    | Discipline | Resultaat | Prestatie                                   |
| ----------- | ---------- | --------- | ------------------------------------------- |
| Elvia Reyes | floret (v) | 45e       | 1ste ronde groep 5: 7de met 0 overwinningen |

### Zwemmen
| Olympiër             | Discipline           | Resultaat | Prestatie                |
| -------------------- | -------------------- | --------- | ------------------------ |
| Plutarco Castellanos | 50m vrije slag (m)   | 55e       | serie 3: 2de in 25,27    |
| Plutarco Castellanos | 100m vrije slag (m)  | 57e       | serie 3: 3de in 54,66    |
| Plutarco Castellanos | 200m vrije slag (m)  | 4e        | serie 2: 1ste in 1.59,91 |
| Salvador Jiménez     | 100m rugslag (m)     | 49e       | serie 1: 2de in 1.04,60  |
| Salvador Jiménez     | 200m rugslag (m)     | 41e       | serie 1: 4de in 2.20,15  |
| Plutarco Castellanos | 100m vlinderslag (m) | 57e       | serie 2: 2de in 59,68    |
| Salvador Jiménez     | 100m vlinderslag (m) | 67e       | serie 1: 7de in 1.03,76  |
| Plutarco Castellanos | 200m wisselslag (m)  | 46e       | serie 2: 5de in 2.15,50  |
|                      |                      |           |                          |
| Ana Fortin           | 50m vrije slag (v)   | 45e       | serie 2: 5de in 28,59    |
| Ana Fortin           | 100m vrije slag (v)  | 46e       | serie 1: 6de in 1.01,50  |
| Claudia Fortin       | 200m vrije slag (v)  | 33e       | serie 1: 4de in 2.12,24  |
| Claudia Fortin       | 400m vrije slag (v)  | 31e       | serie 2: 4de in 4.37,58  |
| Claudia Fortin       | 800m vrije slag (v)  | 22e       | serie 1: 1ste in 9.10,54 |
| Ana Fortin           | 100m rugslag (v)     | 44e       | serie 1: 5de in 1.08,24  |
| Ana Fortin           | 200m rugslag (v)     | 43e       | serie 1: 6de in 2.27,33  |
| Ana Fortin           | 100m vlinderslag (v) | 47e       | serie 1: 4de in 1.07,94  |
| Claudia Fortin       | 200m vlinderslag (v) | 31e       | serie 1: 4de in 2.26,92  |
| Ana Fortin           | 200m wisselslag (v)  | 39e       | serie 1: 2de in 2.30,07  |
| Claudia Fortin       | 200m wisselslag (v)  | 34e       | serie 2: 6de in 2.25,66  |
| Claudia Fortin       | 400m wisselslag (v)  | 31e       | serie 1: 8ste in 5.09,84 |

Albanië · Algerije · Amerikaanse Maagdeneilanden · Amerikaans-Samoa · Andorra · Angola · Antigua en Barbuda · Argentinië · Aruba · Australië · Bahama's · Bahrein · Bangladesh · Barbados · België · Belize · Benin · Bermuda · Bhutan · Bolivia · Bosnië en Herzegovina · Botswana · Brazilië · Britse Maagdeneilanden · Bulgarije · Burkina Faso · Canada · Centraal-Afrikaanse Republiek · Chili · China · Chinees Taipei · Colombia · Congo-Brazzaville · Cookeilanden · Costa Rica · Cuba · Cyprus · Denemarken · Djibouti · Dominicaanse Republiek · Duitsland · Ecuador · Egypte · El Salvador · Equatoriaal-Guinea · Estland · Ethiopië · Fiji · Filipijnen · Finland · Frankrijk · Gabon · Gambia · Gezamenlijk team · Ghana · Grenada · Griekenland · Groot-Brittannië · Guam · Guatemala · Guinee · Guyana · Haïti · Honduras · Hongarije · Hongkong · Ierland · IJsland · India · Indonesië · Irak · Iran · Israël · Italië · Ivoorkust · Jamaica · Japan · Jemen · Jordanië · Kaaimaneilanden · Kameroen · Kenia · Koeweit · Kroatië · Laos · Lesotho · Letland · Libanon · Libië · Liechtenstein · Litouwen · Luxemburg · Madagaskar · Malawi · Malediven · Maleisië · Mali · Malta · Marokko · Mauritanië · Mauritius · Mexico · Monaco · Mongolië · Mozambique · Myanmar · Namibië · Nederland · Nederlandse Antillen · Nepal · Nicaragua · Nieuw-Zeeland · Niger · Nigeria · Noord-Korea · Noorwegen · Oeganda · Oman · Oostenrijk · Pakistan · Panama · Papoea-Nieuw-Guinea · Paraguay · Peru · Polen · Portugal · Puerto Rico · Qatar · Roemenië · Rwanda · Saint Vincent‑Grenadines · Salomonseilanden · Samoa · San Marino · Saoedi-Arabië · Senegal · Seychellen · Sierra Leone · Singapore · Slovenië · Soedan · Spanje · Sri Lanka · Suriname · Swaziland · Syrië · Tanzania · Thailand · Togo · Tonga · Trinidad en Tobago · Tsjaad · Tsjecho-Slowakije · Tunesië · Turkije · Uruguay · Vanuatu · Venezuela · Verenigde Arabische Emiraten · Verenigde Staten · Vietnam · Zaïre · Zambia · Zimbabwe · Zuid-Afrika · Zuid-Korea · Zweden · Zwitserland · Onafhankelijke olympische deelnemers